# 237. Infanterie-Division (Wehrmacht)
La 237. Infanterie-Division fu una divisione dell'esercito tedesco attiva durante la seconda guerra mondiale, che venne creata nel luglio 1944 e fu schierata lungo la costa adriatica e nei Balcani, dove fu distrutta nel maggio 1945.

## Storia
La divisione fu costituita il 25 luglio 1944 presso la base militare di Milowitz nel protettorato di Boemia e Moravia, gli ufficiali di stato maggiore provenivano dalla Infanterie-Division Milowitz. Fu schierata tra agosto e settembre lungo la costa adriatica, in Istria, sulla linea tra Pola e Trieste, la zona delle retrovie. Dal marzo 1945 la divisione fu schierata anche al fronte, nella penisola Balcanica, ma fu fatta prigioniera dagli jugoslavi a nord di Fiume, dopo la resa della Germania nel maggio 1945. 

## Ordine di battaglia
- Grenadier-Regiment 1046
- Grenadier-Regiment 1047
- Grenadier-Regiment 1048
- Divisions-Füsilier-Bataillon 237
- Artillerie-Regiment 237
- Pionier-Bataillon 237
- Panzerjäger-Kompanie 237
- Feldersatz-Bataillon 237
- Divisions-Nachrichten-Abteilung 237
- Divisions-Nachschubführer 237[1]

## Comandanti
- Generalleutnant Hans von Grävenitz (12 luglio 1944 - aprile 1944)
- Oberst Karl Falkner (aprile 1944 - maggio 1945)[1]